# María Paz Battaner Arias
María Paz Battaner Arias (Salamanca, 19 de març de 1938) és una filòloga i lexicògrafa espanyola.

## Biografia
Es va llicenciar en Filologia Romànica a Salamanca (1960). Per aquesta època ensenyaven en aquesta universitat Alonso Zamora Vicente, Fernando Lázaro Carreter i Antonio Tovar, i es va fer amiga especialment amb la parella formada pel primer i María Josefa Canellada. Va ser professora ajudant i adjunta interina en aquesta Universitat (1960-1962) i entre 1962 i 1963 Assistent de Llengua Espanyola a l'Acadèmia de Bordeus; de 1963 a 1980 va ser professora adjunta i catedràtica d'INEM per oposició i va ensenyar en instituts secundaris de Vitòria, Múrcia i l'Hospitalet de Llobregat. Es va doctorar el 1973 amb la tesi Vocabulario político y social en España, 1869-1873, dirigida per Eugenio de Bustos, impresa cinc anys més tard (1977). Va treballar després de 1980 a 1993 com a catedràtica numerària en la Universitat de Barcelona. De 1993 a l'actualitat és catedràtica de Filologia Espanyola de la Universitat Pompeu Fabra i va coordinar el grup de recerca Infolex del seu Institut Universitari de Lingüística Aplicada. És membre d'Euralex, DSNA i l'AELEX i forma part del comitè de direcció de la Revista de Lexicografia. Ha dirigit tretze tesis doctorals i ha assessorat Televisió Espanyola al programa Hablando claro (1988-1992). Va ser degana de la Facultat de Traducció i Interpretació de la Universitat Pompeu Fabra (1993-1999). De maig de 2008 fins a març de 2015 fou Síndic de Greuges de la Universitat Pompeu Fabra.
En 2006 fou guardonada amb la Medalla Narcís Monturiol de la Generalitat de Catalunya. En l'actualitat (2020) és catedràtica emèrita de Filologia Espanyola de la Universitat Pompeu Fabra i ha presidit l'AELEX (Associació Espanyola d'Estudis Lexicogràfics). Ha participat en el projecte «Agrupació semàntica i relacions lexicològiques en el diccionari» dirigit per Janet DeCesaris (2009-2011) i treballa en un Diccionario electrónico de aprendizaje de ELA (espanyol com a llengua estrangera).
En novembre de 2015 fou proposada per Ignacio Bosque Muñoz, Margarita Salas Falgueras i Miguel Sáenz Sagaseta de Ilurdoz per ocupar la cadira b de la Reial Acadèmia de la Llengua Espanyola en la plaça del psicòleg José Luis Pinillos, mort al novembre de 2013, i va ser escollida el 3 de desembre de 2015, essent l'onzena dona que ocupa una butaca de la RAE.
Està casada amb el també professor Carlos Calleja. Ha dirigit i publicat diversos diccionaris i realitzat nombrosos treballs sobre didàctica de la llengua. Les seves principals línies de recerca són la lexicologia i la lexicografia, el llenguatge polític del segle xix, el llenguatge especialitzat i la didàctica del castellà.

## Publicacions
- 2005 Amb Sergi Torner (eds.), El corpus PAAU 1992: estudios descriptivos, textos y vocabulario. Barcelona: Institut Universitari de Lingüística Aplicada, Universitat Pompeu Fabra.
- 2002 Diccionario de Uso del Español de América y España (Vox) ISBN 84-7774-1735
- 2001 Lema. Diccionario de Lengua Española (Vox) ISBN 84-8332-213-7
- 1998 Diccionario de Primaria (9-12 años) Anaya-Vox ISBN 84-7153-954-3 y 0-658-00066-7
- 1989 Introducción a la enseñanza de la lengua y literatura españolas. amb Juan Gutiérrez Cuadrado i Enric Miralles i Moya, Ed. Alhambra ISBN 84-2O5-1159-5.
- 1977 Vocabulario político y social en España, 1869-1873. Madrid: Anejos del Boletín de la Real Academia Española.

## Premis
- 2006 Medalla Narcís Monturiol de la Generalitat de Catalunya